# تشافييه بونز
تشافييه بونز (بالإسبانية: Xavier Pons)‏ مواليد 21 يناير 1980 في فيتش، هو سائق راليات إسباني بدأ مسيرته في سنة 2003. كان أول رالي له هو رالي السويد 2003. تنافس في بطولة العالم للراليات. 

## فرق مثلها
- سيتروين
- ميتسوبيشي
- سوبارو

## روابط خارجية
- تشافييه بونز على موقع eWRC-results.com (الإنجليزية)